# Rostraureum longirostre
Rostraureum longirostre är en svampart som först beskrevs av Franklin Sumner Earle, och fick sitt nu gällande namn av Gryzenh. & M.J. Wingf. 2005. Rostraureum longirostre ingår i släktet Rostraureum och familjen Cryphonectriaceae.   Inga underarter finns listade i Catalogue of Life.